# 李荫
李蔭（？—？），字于美，號岞客，河南南陽府內鄉縣順陽（今河南省淅川县李官桥镇）人，明朝政治人物。

## 生平
李蔉次弟。嘉靖四十三年（1564年）甲子科河南鄉試舉人，授臨海縣教諭，授宛平縣知縣，萬曆三年（1575年）升戶部主事，八年（1580年）改刑部廣東司主事。有太監的母親殺人，被李蔭處以重刑，司禮監掌印太監馮保召見他，竟不理睬。

## 參照
- 六李集